# Serraris

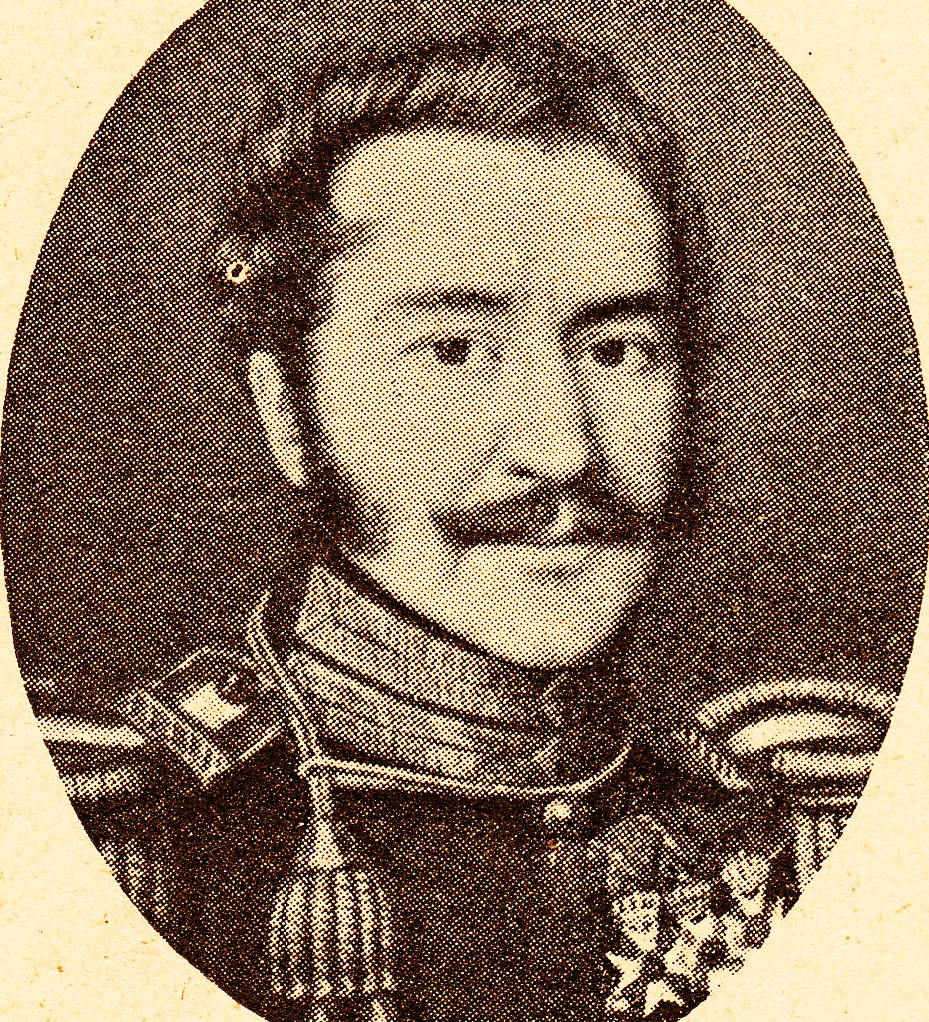
Jean Theodore Serraris (1787-1855)

Serraris is een uit Hamme afkomstig geslacht waarvan leden sinds 1842 tot de Nederlandse adel behoren.

## Geschiedenis
De stamreeks begint met Jean Serraris die in 1676 in Hamme overleed. Diens nakomeling Jean Theodore Serraris (1787-1855) trad als militair in Franse dienst, vanaf 1815 in Nederlandse dienst en werd generaal-majoor. Hij werd in 1813 verheven tot Chevalier de l'Empire en bij Koninklijk Besluit van 8 oktober 1842 verheven in de Nederlandse adel.

## Enkele telgen
- Jhr. Jan Theodore Serraris (1787-1855), generaal-majoor
  - Jhr. mr. Theodoris Serraris (1842-1920), advocaat-generaal en procureur-generaal gerechtshof
    - Jkvr. Mathilde Marie Eulalie Serraris (1870-1964); trouwde in 1910 met jhr. mr. Octave François Augustin Marie van Nispen tot Sevenaer (1867-1956), lid en voorzitter van de Tweede Kamer, diplomaat
    - Jhr. mr. Theodore Emmanuel Serraris (1875-1946), burgemeester
      - Jhr. mr. Theodore Willem Serraris (1908-1945), burgemeester

    - Jkvr. Alice Cathérine Justine Serraris (1877-1942); trouwde in 1899 met Georges Vogelaar (1870-1958), generaal-majoor titulair
    - Jkvr. Jeanne Eulalie Marie Serraris (1881-1949); trouwde in 1906 met jhr. mr. dr. Augustinus Bernardus Gijsbertus Maria van Rijckevorsel (1882-1957), lid van de Tweede Kamer en Commissaris van de koningin